# Koolzaadaardvlo
De koolzaadaardvlo of bloemkoolaardvlo (Psylliodes chrysocephala, synoniem: Psylliodes chrysocephalus) is een keversoort uit de familie van de bladkevers (Chrysomelidae). De wetenschappelijke naam van de soort werd in 1758 als Chrysomela chrysocephala gepubliceerd door Carl Linnaeus in de tiende editie van Systema naturae. De soort komt van nature voor in het westen van het Palearctisch gebied, Macaronesië, Kaapverdië en Noord-Afrika. De soort is geïntroduceerd in Canada.

## Beschrijving
De langwerpig ovale kever is 3-4 mm groot en heeft een zwartblauwe, of zeldzamer voorkomende bruine kleur met een metaalachtige glans. Ondersoorten hebben een afwijkende kleur van donker tot licht. De kop is gedeeltelijk roodbruin. Het halsschild en de dekschilden zijn gepunkteerd. Tussen de grof gepunkteerde rijen is het dekschild zeer fijn gepunkteerd. De antennen hebben tien, licht gekleurde geledingen, die vanaf de derde geleding naar de top donkerder worden. De poten zijn oranjerood met een donkerder gekleurde dij. Dankzij een veermechanisme (de "metafemorale veer") in de sterk ontwikkelde dij van de achterste poten kunnen de kevers, typisch voor de meeste aardvlooien wegspringen bij gevaar. De vuilwitte larve is 6-7 mm en heeft een donkerbruine kop.

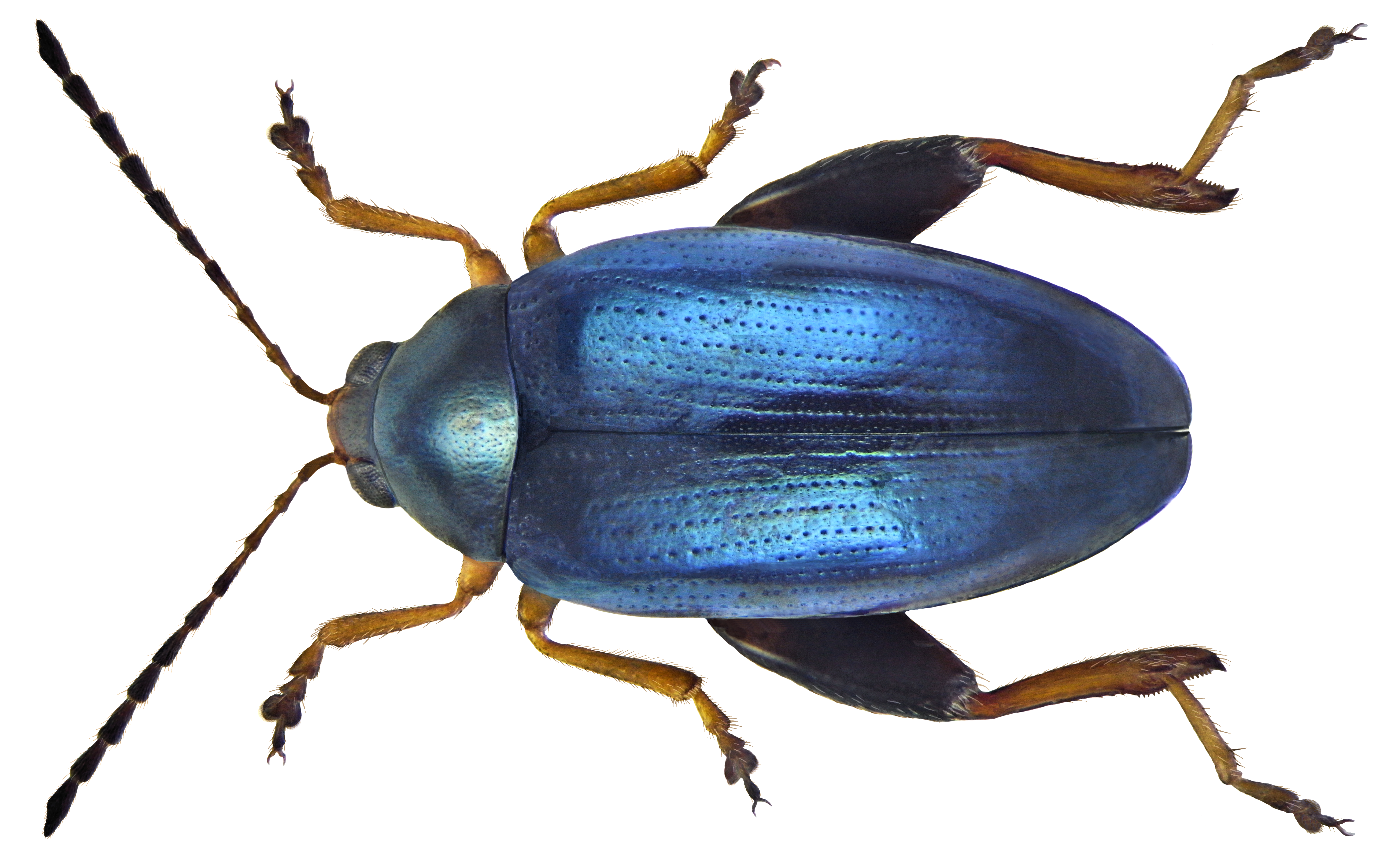
Kever
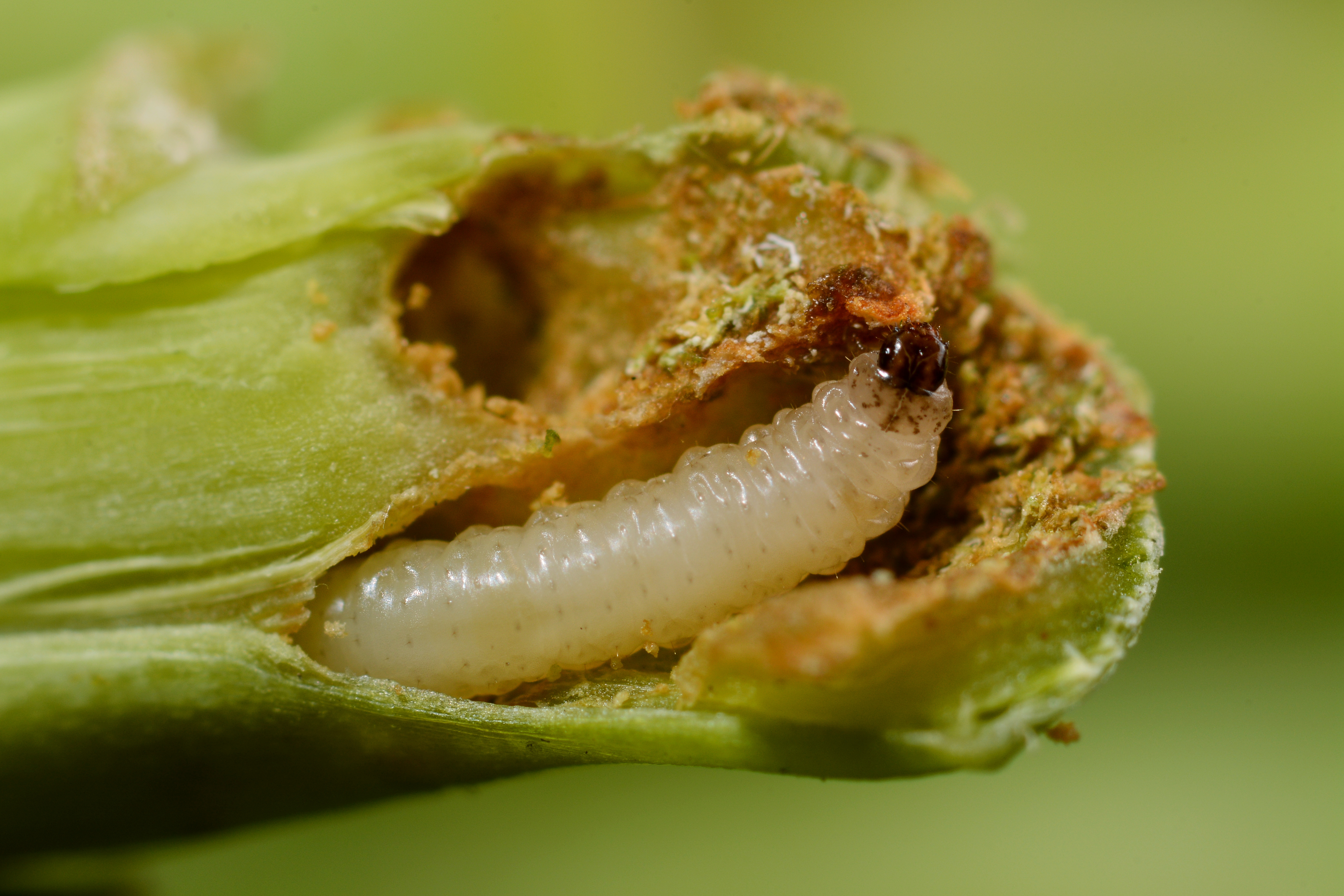
Larve in stengel van koolzaad
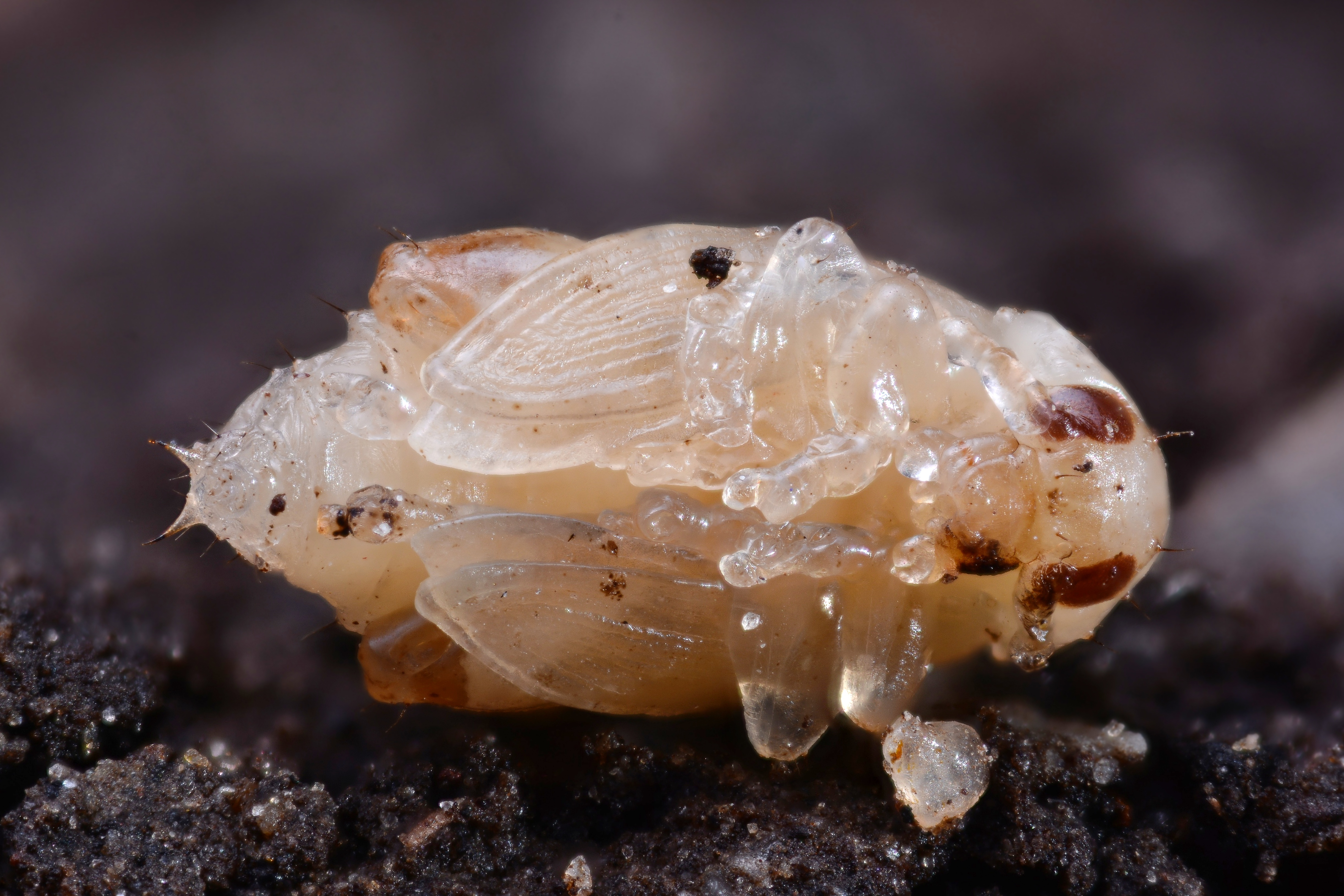
Pop

## Levenswijze
De kever heeft één generatie per jaar. De kevers komen in juni/juli uit de grond en voeden zich aanvankelijk met oude gewasresten of onkruid. Midden in de zomer gaan de kevers in zomerrust in koele en schaduwrijke habitats (veld, bosrand). Vanaf begin september vindt migratie plaats naar de pas opkomende kruisbloemige planten en vindt overwintering ook plaats in graspollen, strooisel of onder de schors van bomen. In februari en maart komen de kevers tevoorschijn. Na een rijpingsvraat leggen de vrouwtjes 5-10 dagen na de paring de eieren in kleine hoopjes 1-5 cm diep in de grond bij de waardplanten. Een vrouwtje kan 70-150 eieren leggen. Afhankelijk van het weer kan het leggen van de eieren doorgaan tot in het voorjaar. Na ongeveer 60 dagen komen de eieren uit. De larven hollen in de herfst en bij zacht weer ook in de winter de bladstelen en soms de stengels uit. Ook de groeipunten kunnen worden beschadigd. Het derde larvale stadium is in de vroege zomer aanwezig. De verpopping vindt plaats in de grond.

## Waardplanten
Waardplanten zijn kruisbloemige planten (Brassicaceae), waarbij naast herik en knopherik ook gewassen, zoals koolzaad, kool, zwarte mosterd, raapzaad, waterkers, radijs, witte mosterd en Oost-Indische kers behoren. Ook Reseda-soorten behoren tot de waardplanten.  Vooral bij koolzaad kan schade door opbrengstderving optreden.